# Jefferson Davis
Jefferson Finis Davis (3. června 1808, Fairview, Kentucky – 6. prosince 1889, New Orleans) byl americký politik, v letech 1853–1857 ministr války a především první a jediný prezident Konfederovaných států amerických.

## Mládí
Mezi lety 1824 a 1828 studoval na vojenské akademii ve West Pointu. 17. června 1835 se i přes odpor jejího otce oženil s Sarah Knox Taylorovou, dcerou pozdějšího amerického prezidenta Zachary Taylora. Jeho první manželka však již 15. září téhož roku zemřela na malárii.
Po smrti své ženy se Jefferson Davis stáhl do ústraní a věnoval se především farmaření. Ačkoliv byl velkým zastáncem otrokářství, měli jeho otroci relativně vysokou míru samosprávy a bylo k nim přistupováno na tehdejší poměry dosti benovolentním způsobem.

## Důstojník a senátor
26. února 1845 se znovu oženil a to s Varinou Anne Howellovou, o 18 let mladší dcerou z mississippské plantážnické rodiny. V letech 1846 až 1847 se zúčastnil jako důstojník mexicko-americké války, při níž vynikl svou odvahou a byl postřelen do nohy. Zachary Taylor se mu po konci války omluvil za svůj předchozí negativní postoj a prohlásil, že jeho dcera byla lepším soudcem než on sám.
V roce 1847 se stal senátorem za Mississippi. Patřil mezi odpůrce kompromisu z roku 1850. V roce 1851 byl opět zvolen senátorem, ale za krátkou dobu svůj mandát složil a neúspěšně kandidoval na guvernéra Mississippi. Ve volbách jej porazil Henry Stuart Foote o 999 hlasů.
Poté podporoval prezidentskou kandidaturu Franklina Pierce a po jeho zvolení se stal v letech 1853 až 1857 ministrem války. Od roku 1857 byl opět senátorem.

## Prezident Konfederace
Ačkoliv byl nejprve odpůrcem odtržení jižanských států od Unie, změnil po zvolení Abrahama Lincolna svůj názor a 21. ledna 1861 oznámil odtržení státu Mississippi. V průběhu Americké občanské války, přesněji v období od 18. února 1861 až do 10. května 1865, byl prezidentem Konfederovaných států amerických.

### Útěk a kapitulace
2. dubna 1865 se prezident Davis a všichni členové Konfederační vlády přesunuli z hlavního města Konfederace, Richmondu, do Danville, které bylo vyhlášeno novým hlavním městem Konfederace. Poté, co generál Lee podepsal 9. dubna 1865 kapitulaci, přesídlila vláda s prezidentem Davisem do Greensboro v Severní Karolíně, kde tábořilo torzo jižanské armády pod vedením generála Josepha E. Johnstona. Davis nadále prosazoval požadavek vést boj do posledního muže, ale pro své plány již nenašel širší podporu u vlády a zbytku armády. Davis a členové vlády pak pokračovali na koních směrem do Texasu, ale nakonec už jen bezcílně putovali sem a tam jihem USA. Jednotliví ministři postupně tuto zvláštní karavanu opustili, až zůstal jen Davis a ministr pošt generál John H. Reagan. Davis byl nakonec zadržen až 10. května 1865 nedaleko Irwinville v Georgii a okamžitě odvezen do Fort Monroe. O rok později byl obviněn ze zrady.

## Poslední léta života
Po dvou letech byl propuštěn na kauci a v roce 1869 získal milost. Stal se prezidentem pojišťovny Carolina Life Insurance Company v Memphisu ve státě Tennessee s platem 12 000 dolarů ročně.
Roku 1874 byl opět zvolen do Senátu, ale své funkce byl na základě čtrnáctého dodatku americké ústavy zbaven.
Ke konci svého života sepsal dvě knihy: The Rise and Fall of the Confederate Government a A Short History of the Confederate States of America, ve kterých popisoval dějiny států Konfederace a americké občanské války.

## Zajímavost
- V roce 1970 byl dokončen největší plochý reliéf světa na Stone Mountain, který znázorňuje tři osobnosti Konfederace: Roberta E. Lee, Thomase J. Jacksona a Jeffersona Davise.